# Tecnologia em informática

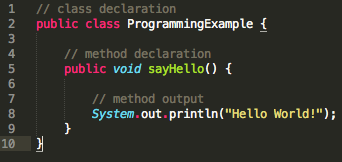
Exemplo de código fonte em Java, uma das linguagens de programação mais utilizadas.

Tecnologia em Informática é um curso reconhecido como graduação em nível superior pelo MEC, diferente dos cursos técnicos. Os cursos de tecnologia costumam durar entre 2 e 3 anos e já estão bem difundos entre as faculdades e universidades do Brasil.
O profissional formado no curso de Tecnologia em Informática é denominado "tecnólogo em informática". O tecnólogo em informática se diferencia do bacharel por possuir maior prática de laboratório. Um tecnólogo em informática está habilitado a criar e administrar redes de computadores, desenvolver sistemas independente da linguagem de programação, montar, estruturar e administrar banco de dados, criar páginas web determinado a interface gráfica, critérios de navegação e assessorar nas atividades de ensino pesquisa e extensão.
Conforme jurisprudência, o curso de Tecnologia em Informática supre a exigência de nível bacharelado nas áreas de computação para a prestação de concursos públicos.
O tecnólogo em informática acaba sua graduação com grande experiência profissional adquirida pelas práticas de laboratórios que são o grande diferencial em um curso de tecnólogo.
A diferença entre o "técnico de tecnologia em informática" e o "tecnólogo em informática" é que o tecnólogo possui nível de graduação e o técnico possui apenas conhecimento a nível de segundo grau. Desta forma, o tecnólogo possui conhecimentos superiores aos técnicos de tecnologia em informática podendo exercer as mesmas funções do técnico.
A carga/horária de um curso de tecnologia em informática gira em torno de 2.500 horas/aula.
Segue abaixo algumas disciplinas comuns em cursos de tecnologia em informática.
.Arquitetura de computadores
.Língua Portuguesa
.Inglês técnico
.Informática básica
.Fundamentos de algoritmos para computação
.Física para computação
.Matemática para computação
.Análise de sistemas
.Linguagens de Programação
.Estrutura de dados
.Banco de dados
.Redes de Computadores
.Sistemas Operacionais
.Engenharia de Software
.Construção de Páginas WEB
.Empreendedorismo e ética profissional
Algumas grades variam de curso para curso, porém, disciplinas como Linguagens de programação, construção de páginas WEB, Banco de dados, Redes de computadores e outras, todos os cursos possuem, pois, são fundamental a qualquer curso de informática, inclusive os cursos bacharéis.